# Josef Weber (Chemiker)
Josef Weber (* 1863 in Satteins, Österreich; † 1944 in Bochum) war ein österreichischer Chemiker.

## Leben
Josef Weber studierte Chemie in Genf und Innsbruck und schrieb seine Doktorarbeit 1890. Seine berufliche Laufbahn verbrachte er hauptsächlich in der „Chemischen Fabrik Theodor Goldschmidt“, wo er wichtige Verfahren, wie die Chlorentzinnung und die Herstellung von Zinnoxid entwickelte. Er starb an seinem 81. Geburtstag aufgrund seines Herzleidens.